# NGC 485

NGC 485

NGC 485 المعروفة أيضا باسم PGC 4921 أو GC 270، وهي مجرة حلزونية تقع في كوكبة الحوت. تبعد حوالي 86 مليون سنة ضوئية من الأرض، وقد تم اكتشافها في 8 يناير 1828 من قبل عالم الفلك ويليام هيرشيل. وأيضا من قبل هاينريش داريست وهيرمان شولتز. عندما تم تصنيفها NGC 485 من قبل جون لويس إيل دراير في عام 1888، ووصفها بشكل غير صحيح بأنها «خافتة جدا وكبيرة جدا ومستديرة وحجمها 8 و 3 نجوم و 1/2 قوس إلى الجنوب الغربي».

## وصلات خارجية
- NGC 485 على موقع ويكي سكاي: DSS2, SDSS, GALEX, IRAS, Hydrogen α, X-Ray, Astrophoto, Sky Map, Articles and images